# Ваймар (Лан)
Ваймар (нем. Weimar) — община в Германии, в земле Гессен. Подчиняется административному округу Гиссен. Входит в состав района Марбург-Биденкопф. Население составляет 6923 человека (на 31 декабря 2010 года). Занимает площадь 47,05 км².